# W-7
W-7 — тральщик Імперського флоту Японії, який взяв участь у Другій світовій війні.
Корабель, який належав до типу W-7, спорудили у 1938 році на верфі компанії Mitsui Engineering and Shipbuilding у Тамано.
З червня 1941-го корабель належав до 21-го дивізіону тральщиків. Напередодні вступу Японії у Другу світову війну W-7 перейшов з метрополії до Палау (західна частина Каролінського архіпелагу), а 8 грудня вийшов звідси із завданням супроводжувати загін, що повинен був висадити допоміжний десант на східному узбережжі філіппінського острова Лусон. Висадка відбулась 12 грудня у Легаспі.
19 грудня 1941-го тральщик приєднався до ескортування транспортів, які мали висадити інший допоміжний десант на сході Лусону в затоці Ламон-Бей. Висадка припала на 24 грудня, при цьому W-7 попередньо здійснив бойове траління.
26—31 грудня 1941-го W-7 пройшов до Давао (порт на південному узбережжі острова Мінданао), звідки вийшов 9 січня серед численних кораблів ескорту, які супроводжували транспорти з десантом до Менадо на північно-східному півострові острова Целебес. Десантування успішно відбулося в ніч проти 11 січня. 21 січня тральщик рушив для супроводу десанту до Кендарі (південно-східний півострів Целебесу), який висадили 24 січня.
29 січня 1942-го W-7 полишив Кендарі, ескортуючи транспорти з військами, що мали оволодіти островом Амбон (Молуккські острови). Цього разу гарнізон союзників чинив опір кілька діб, проте японська операція завершилась успіхом.
6 лютого 1942-го W-7 вирушив з Кендарі в межах операції з заволодіння Макассаром (південно-західний півострів Целебесу), висадка в якому відбулась 9 лютого.
За кілька діб по тому тральщик вже знову перебував на Амбоні, який полишив 18 лютого 1942-го для супроводу транспортів з десантом у Ділі (острів Тимор). У ніч проти 20 лютого на підходах до Ділі по W-7 та ще одному тральщику випустив дві торпеди американський есмінець, на якому помилково ідентифікували ці японські кораблі як легкі крейсери. Втім, жодна з торпед не влучила в ціль, а тральщики спішно полишили район сутички.
Після висадки на Тиморі W-7 повернувся до Кендарі, звідки вийшов 25 лютого 1942-го для супроводу конвою з десантом на схід Яви. Невдовзі сили прикриття виграли битву в Яванському морі і 1 березня японці успішно висадили десант.
У першій половині квітня 1942-го тральщик передали до 10-ї спеціальної військово-морської бази, після чого більш як рік корабель переважно ніс патрульно-ескортну службу між Малаєю, Індокитаєм та Борнео, зокрема в районах Сінгапуру, Сайгону (наразі Хошимін на півдні В'єтнаму), бухти Камрань (центральна частина в'єтнамського узбережжя) та Мірі (центр нафтовидобутку на північно-західному узбережжі Борнео).
З липня 1943-го центр діяльності W-7 змістився в більш західні райони. Тральщик і далі базувався на Сінгапурі, проте тепер переважно курсував між ним і Пенангом (західне узбережжя Малаї). Також W-7 міг відвідувати порти північної Суматри — Сабанг та Белаван. Час від часу корабель здійснював і більш віддалені походи з ескортними місіями до Андаманських островів, як то з 13 по 31 липня 1943-го, з 11 по 24 серпня 1943-го (в цьому випадку тральщик супроводжував переобладнаний мінний загороджувач «Тацухару-Мару») та з 10 по 26 січня 1944-го. Під час останнього з названих рейсів W-7 та торпедний човен «Сагі» охороняли транспорт «Рюко-Мару» (Ryuko Maru), який ще до прибуття в пункт призначення Порт-Блер був потоплений британською субмариною.
7 березня — 2 квітня 1944-го тральщик здійснив рейс з Сінгапуру через Пенанг та Белаван до Порт-Блер, а потім пройшов через Сабанг до Пенангу.
9 квітня 1944-го W-7 вийшов із Пенангу з черговою ескортною місією до Андаманських островів. 14 квітня відбулось розвантаження в Порт-Блер, а вранці наступного дня конвой із одного транспорту та кількох кораблів охорони перехопив британський підводний човен HMS Storm. З субмарини випустили по транспорту дві торпеди, проте в підсумку вдалось досягнути влучання однією торпедою у W-7, який за кілька годин затонув. Екіпаж був знятий мисливцем за підводними човнами та доправлений до Порт-Блер.